# Nicola Pavan
Nicola Pavan (Thiene, 15 giugno 1993) è un calciatore italiano, centrocampista del Cittadella.

## Carriera
Cresciuto nel settore giovanile del L.R. Vicenza, inizia la propria carriera nel 2012, in Serie D con il Trissino-Valdagno. Nel 2013 passa al Real Vicenza, militante in Seconda Divisione; mai impiegato nella prima stagione con il club biancorosso a causa di un infortunio al ginocchio, nella seconda invece si mette in mostra come uno dei migliori talenti della squadra veneta. Si trasferisce quindi al Pavia, voluto dal suo ex allenatore Michele Marcolini; nel gennaio del 2016 passa al Renate, con cui nel successivo mese di luglio firma un triennale. 
L'8 agosto 2019 si trasferisce al Cittadella, salendo così per la prima volta in carriera in Serie B. I 18 luglio 2021 firma il rinnovo, per altre 3 stagioni.

## Statistiche

### Presenze e reti nei club
Statistiche aggiornate al 13 maggio 2025.
| Stagione            | Squadra             | Campionato          | Campionato | Campionato | Coppe nazionali | Coppe nazionali | Coppe nazionali | Coppe continentali | Coppe continentali | Coppe continentali | Altre coppe | Altre coppe | Altre coppe | Totale | Totale |
| Stagione            | Squadra             | Comp                | Pres       | Reti       | Comp            | Pres            | Reti            | Comp               | Pres               | Reti               | Comp        | Pres        | Reti        | Pres   | Reti   |
| ------------------- | ------------------- | ------------------- | ---------- | ---------- | --------------- | --------------- | --------------- | ------------------ | ------------------ | ------------------ | ----------- | ----------- | ----------- | ------ | ------ |
| 2012-2013           | Trissino-Valdagno   | D                   | 36         | 4          | CI-D            | 0               | 0               | -                  | -                  | -                  | -           | -           | -           | 36     | 4      |
| 2013-2014           | Real Vicenza        | 2D                  | 0          | 0          | CI-LP           | 0               | 0               | -                  | -                  | -                  | -           | -           | -           | 0      | 0      |
| 2014-2015           | Real Vicenza        | LP                  | 22         | 0          | CI-LP           | 0               | 0               | -                  | -                  | -                  | -           | -           | -           | 22     | 0      |
| Totale Real Vicenza | Totale Real Vicenza | Totale Real Vicenza | 22         | 0          |                 | 0               | 0               |                    | -                  | -                  |             | -           | -           | 22     | 0      |
| 2015-gen. 2016      | Pavia               | LP                  | 11         | 0          | CI+CI-LP        | 1+2             | 0               | -                  | -                  | -                  | -           | -           | -           | 14     | 0      |
| gen.-giu. 2016      | Renate              | LP                  | 12         | 1          | CI-LP           | -               | -               | -                  | -                  | -                  | -           | -           | -           | 12     | 1      |
| 2016-2017           | Renate              | LP                  | 36+1       | 2          | CI-LP           | 2               | 0               | -                  | -                  | -                  | -           | -           | -           | 39     | 2      |
| 2017-2018           | Renate              | C                   | 32         | 3          | CI+CI-C         | 3+2             | 0               | -                  | -                  | -                  | -           | -           | -           | 37     | 3      |
| 2018-2019           | Renate              | C                   | 26         | 2          | CI+CI-C         | 0               | 0               | -                  | -                  | -                  | -           | -           | -           | 26     | 2      |
| Totale Renate       | Totale Renate       | Totale Renate       | 107        | 8          |                 | 8               | 0               |                    | -                  | -                  |             | -           | -           | 115    | 8      |
| 2019-2020           | Cittadella          | B                   | 17         | 1          | CI              | 2               | 0               | -                  | -                  | -                  | -           | -           | -           | 19     | 1      |
| 2020-2021           | Cittadella          | B                   | 25+5       | 2          | CI              | 0               | 0               | -                  | -                  | -                  | -           | -           | -           | 30     | 2      |
| 2021-2022           | Cittadella          | B                   | 27         | 0          | CI              | 0               | 0               | -                  | -                  | -                  | -           | -           | -           | 27     | 0      |
| 2022-2023           | Cittadella          | B                   | 35         | 0          | CI              | 2               | 0               | -                  | -                  | -                  | -           | -           | -           | 37     | 0      |
| 2023-2024           | Cittadella          | B                   | 31         | 1          | CI              | 2               | 0               | -                  | -                  | -                  | -           | -           | -           | 33     | 1      |
| 2024-2025           | Cittadella          | B                   | 27         | 0          | CI              | 1               | 0               | -                  | -                  | -                  | -           | -           | -           | 28     | 0      |
| Totale Cittadella   | Totale Cittadella   | Totale Cittadella   | 162+5      | 4          |                 | 7               | 0               |                    | -                  | -                  |             | -           | -           | 174    | 4      |
| Totale carriera     | Totale carriera     | Totale carriera     | 343        | 16         |                 | 18              | 0               |                    | -                  | -                  | -           | -           | -           | 361    | 16     |